# Statuenmenhir Santa Maria

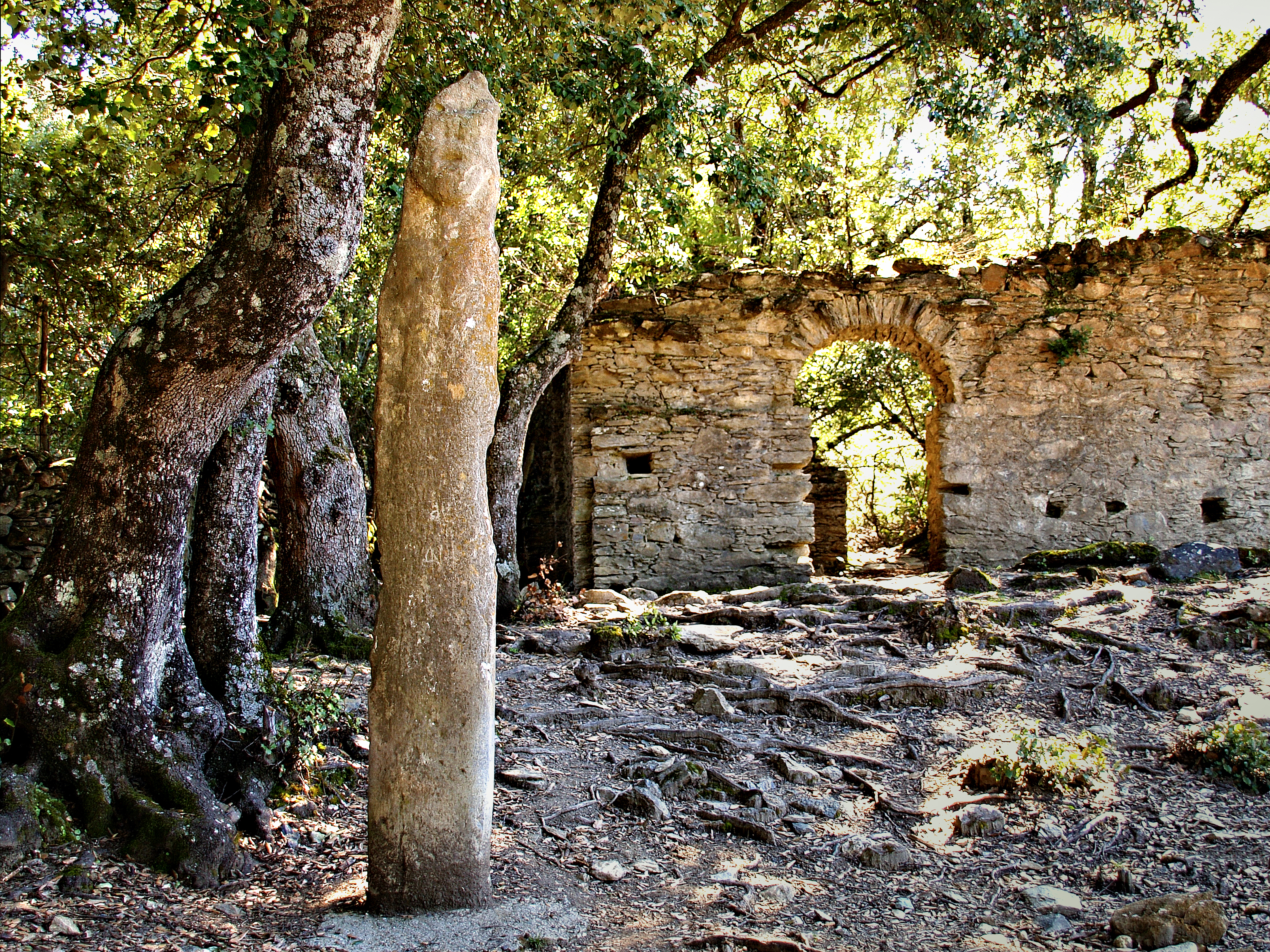
Statuenmenhir Santa Maria

Der Statuenmenhir Santa Maria (auch Corsoli Menhir oder Petra Frisgiata Menhir genannt) steht in Corsoli bei Cambia im Département Haute-Corse auf der französischen Mittelmeerinsel Korsika.
Der überaus schlanke (an apulische Menhire erinnernde) Statuenmenhir mit dem skulptierten Kopf steht auf einem Hügel zwischen der Kapelle Santa Maria und einem zerstörten Gebäude. Er wurde christianisiert, indem mittig ein Kreuz eingemeißelt wurde.
Der Menhir gilt als Metamorphose einer bestraften Frau, die den Kirchgang vernachlässigte, ist aber auch Gegenstand anderer Legenden.
Etwa 200 Meter von dem Menhir entfernt liegt eine Steinplatte, die wegen ihrer prähistorischen Felsritzungen Petra Fiurata oder Petra Frisgiata genannt wird. Die meisten sind geometrisch und kreuzförmig, einige sind rautenförmig umrahmt. Einige Wissenschaftler glauben, dass sie ein Symbol der Fruchtbarkeit, das heißt weibliche Genitalien, darstellen.
In Cambia wurde ein neuer Statuenmenhir gefunden. Er stand früher in der Ortschaft San Chirgu. Die Entdeckung ist das Ergebnis einer Befragung des Journalisten Pierre-Jean Luccioni, des Ethnologen Ghjasippina und des Archäologen Franck Leandri in der Gemeinde. Der Statuenmenhir von San Chirgu ist der 95. der Insel. Dabei ist zu beachteten, dass ein Dutzend andere, über die in früherer Literatur berichtet wurde, noch nicht gefunden wurden.